# Mały Trybecz
Mały Trybecz (słow. Malý Tríbeč, 769 m n.p.m.) – szczyt w górach Trybecz w Centralnych Karpatach Zachodnich na Słowacji.
Leży w głównym grzbiecie pasma gór Trybecz, ok. 1 km na północny wschód od szczytu Wielkiego Trybecza. Jego niewybitny wierzchołek jest zalesiony i nie oferuje żadnych widoków, a znakowane szlaki turystyczne omijają go w pewnej odległości, dlatego jest on rzadko odwiedzany przez turystów.
Na południowych stokach spiętrzenia Małego Trybecza (ale już poniżej poziomu przełęczy oddzielającej go od Wielkiego Trybecza), w pobliżu biegnącego tędy czerwono  znakowanego szlaku turystycznego ze Zlatna na Wielki Trybecz, znajduje się obudowane źródło wody znane jako Pustovníkova studňa. Zasila ono jeden ze źródłowych cieków Čerešňovego Potoku.